# Petracola ventrimaculatus
Petracola ventrimaculatus är en ödleart som beskrevs av  George Albert Boulenger 1900. Petracola ventrimaculatus ingår i släktet Petracola och familjen Gymnophthalmidae. Inga underarter finns listade i Catalogue of Life.